# 阿马尔奈文书
阿马尔奈文书（Amarna letters），亦作阿马尔奈书信、亞馬拿泥版或阿马尔纳泥板，是一批刻在泥板上的书信，在上埃及地区阿马尔奈（古埃及第十八王朝首都阿克特阿顿）被发掘，绝大部分是古埃及新王国时期统治者与驻守迦南、亚摩利地区官员的外交书信。 
公元前1350年间1330年，著名的“叛逆法老”阿肯那顿开始了尊奉太阳神阿頓的一神教宗教社会改革，并在現在埃及中部建立新的首都-阿克特阿頓（阿頓的地平線）。这批书信正是在此被发现。它们的特别之处在于，大部分由阿卡德楔形文字这种古代美索不达米亚文字写成，这在埃及学上很罕见。已经出土的文书有382块，其中24块被解读。挪威学者、亚述学专家亚历山大·克努特松著有《Die El-Amarna-Tafeln in two volumes  (1907 and 1915)》一书。[1]

## 概况

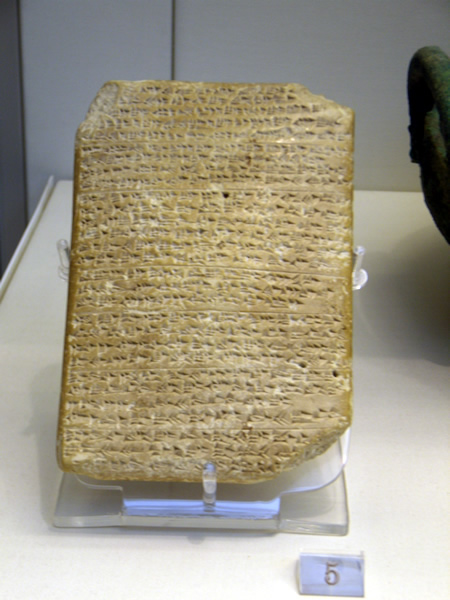
其中一块阿尔马奈文书泥板。（来自塞浦路斯地区）

最初发现这类书信的时间是1887年前后。一群埃及盗墓者将一些泥板从阿尔马奈古城的废墟中发掘出来，卖到当地的古玩市场。随后越来越多的泥板被发现。
第一位成功解读文书的是考古学家威廉·福林德斯·佩特里。他用了1891和1892两年时间，发现并研究了21块残片。1903年，法兰西科学院东方考古所的所长艾米丽·查希纳特破解出了另外两块泥板。在挪威教授亚历山大·克努特松的研究下，另外24块分布在埃及和各地博物馆的泥板和残片被解读。

## 文书目录
阿尔马奈文书的书写方向是自右向左，编号如下：
- 001–014巴比伦
- 015–016亚述
- 017–030米坦尼
- 031–032阿尔扎瓦（赫梯的一个附庸国）
- 033–040阿拉斯亚（可能是今天塞浦路斯地区）
- 041–044赫梯
- 045–067叙利亚
- 068–227黎巴嫩（68–140是来自Gubla aka Byblos）
- 227–380迦南

## 出处
1. ↑  Moran, p.xv

- Goren, Y., Finkelstein, I. & Na'aman, N., Inscribed in Clay - Provenance Study of the Amarna Tablets and Other Ancient Near Eastern Texts, Tel Aviv: Sonia and Marco Nadler Institute of Archaeology, Tel Aviv University, 2004. ISBN 965-266-020-5